# Shades of God
Shades of God är det brittiska doom metal-bandet Paradise Losts tredje album, utgivet 14 juli 1992. Albumet gavs ut av Music for Nations.

## Låtlista
1. "Mortals Watch the Day" - 5:12
2. "Crying for Eternity" - 7:06
3. "Embraced" - 4:29
4. "Daylight Torn" - 7:53
5. "Pity the Sadness" - 5:01
6. "No Forgiveness" - 7:36
7. "Your Hand in Mine" - 7:07
8. "The Word Made Flesh" - 4:39
9. "As I Die" - 3:46

## Musiker

### Bandmedlemmar
- Nick Holmes - Sång
- Greg Mackintosh - Gitarr
- Aaron Aedy - Gitarr
- Steve Edmondson - Bas
- Matthew Archer - Trummor

### Gästmusiker
- The Raptured Symphony Orchestra
- Sarah Marrion - sång